# Radical 28
El radical 28, representado por el carácter Han 厶, es uno de los 214 radicales del diccionario de Kangxi. En mandarín estándar es llamado 厶部　(sī bù), en japonés es llamado 厶部, しぶ　(shibu), y en coreano 사 (sa). Es llamado en los textos occidentales «radical “privado”».

## Nombres populares
- Mandarín estándar: 私字, sī zì, «símbolo “privado”».
- Coreano: 마늘모부, maneulmo bu «radical “diente de ajo”».
- Japonés: ム（む）, mu, «carácter silábico mu de katakana» (ya que este radical es prácticamente igual al carácter mu).
- En occidente: radical «privado».

## Caracteres con el radical 28
| trazos | carácter |
| ------ | -------- |
| + 0    | 厶       |
| + 2    | 厷 厸 厹 |
| + 4    | 厽       |
| + 5    | 厾 县 私 |
| + 6    | 叀 叁 参 |
| + 9    | 參 叄    |
| + 10   | 叅       |
| + 11   | 叆       |
| + 13   | 叇       |

## Galería
| Estilos antiguos                                 | Estilos antiguos                  | Estilos antiguos                        | Estilos antiguos                   | Estilos antiguos                   | Estilos empleados actualmente       | Estilos empleados actualmente  | Estilos empleados actualmente    | Estilos empleados actualmente   | Estilos empleados actualmente  |
|                                                  |                                   |                                         |                                    |                                    |                                     | 厶                             |                                  |                                 |                                |
| 甲骨文 jiǎgǔwén (escritura de huesos oraculares) | 金文 jīnwén (escritura de bronce) | 简帛 jiǎnbó (escritura de bambú y seda) | 篆文 zhuànwén (escritura de sello) | 篆文 zhuànwén (escritura de sello) | 隸書 lìshū (estilo de los escribas) | 楷書 kǎishū (estilo regular)   | 楷書 kǎishū (estilo regular)     | 行書 xǐngshū (estilo corriente) | 草書 cǎoshū (estilo de hierba) |
| 甲骨文 jiǎgǔwén (escritura de huesos oraculares) | 金文 jīnwén (escritura de bronce) | 简帛 jiǎnbó (escritura de bambú y seda) | 大篆 dàzhuàn (sello grande)        | 小篆 xiǎozhuàn (sello pequeño)     | 隸書 lìshū (estilo de los escribas) | 繁體／繁体 fántǐ (tradicional) | 简体／簡體 jiǎntǐ (simplificado) | 行書 xǐngshū (estilo corriente) | 草書 cǎoshū (estilo de hierba) |